# Chien de berger roumain de Bucovine
Le berger roumain de Bucovine (Ciobanesc Romanesc de Bucovina), auparavant appelé berger de l'Europe du sud-est, est une race de chiens originaire de Bucovine. La paternité de la race est attribuée par la Fédération cynologique internationale à la Roumanie. Le berger roumain de Bucovine est utilisé traditionnellement pour protéger les troupeaux de Roumanie des prédateurs. Les premières tentatives de standard datent de l'entre-deux-guerres. Après la chute du bloc communiste, la race est à nouveau sélectionnée par quelques éleveurs passionnés.
Le berger roumain de Bucovine est un chien de montagne de très grande taille, imposant et endurant. La tête est massive avec des oreilles tombantes en forme de V arrondi. Le poil est long et la robe est unie blanc ou gris ou bicolore blanc et noir ou blanc et gris.
Équilibré, calme et courageux, le berger roumain de Bucovine est un chien de berger utilisé pour la protection du troupeau.

## Historique
Le berger roumain de Bucovine est un chien utilisé traditionnellement en Roumanie pour protéger les troupeaux des grands prédateurs de Bucovine. En 1934, le Dr G.Radulescu-Calafat, qui est à l'origine de la rédaction du standard du chien de berger roumain des Carpathes, précise qu'il existe également un chien de berger roumain de type molossoïde, appelé Zavod ou Dulau. Toutefois, la Seconde Guerre mondiale puis le régime communiste interrompent les processus d'homologation des races de chiens roumaines. Le développement de la race est repris par quelques éleveurs passionnés de Roumanie dans les années 1980. Le premier standard est rédigé en 1982. Il est ensuite adapté pour répondre aux conditions de la Fédération cynologique internationale (FCI) en 2002. La race est acceptée à titre provisoire en 2009.
En dehors de son pays d'origine, le berger roumain de Bucovine est extrêmement rare. Le club de la race en France est le Club des chiens de berger de l’Est et italiens (CBEI), il n'y a cependant en France aucune inscription au Livre des origines français de 2005 à 2012.

## Standard

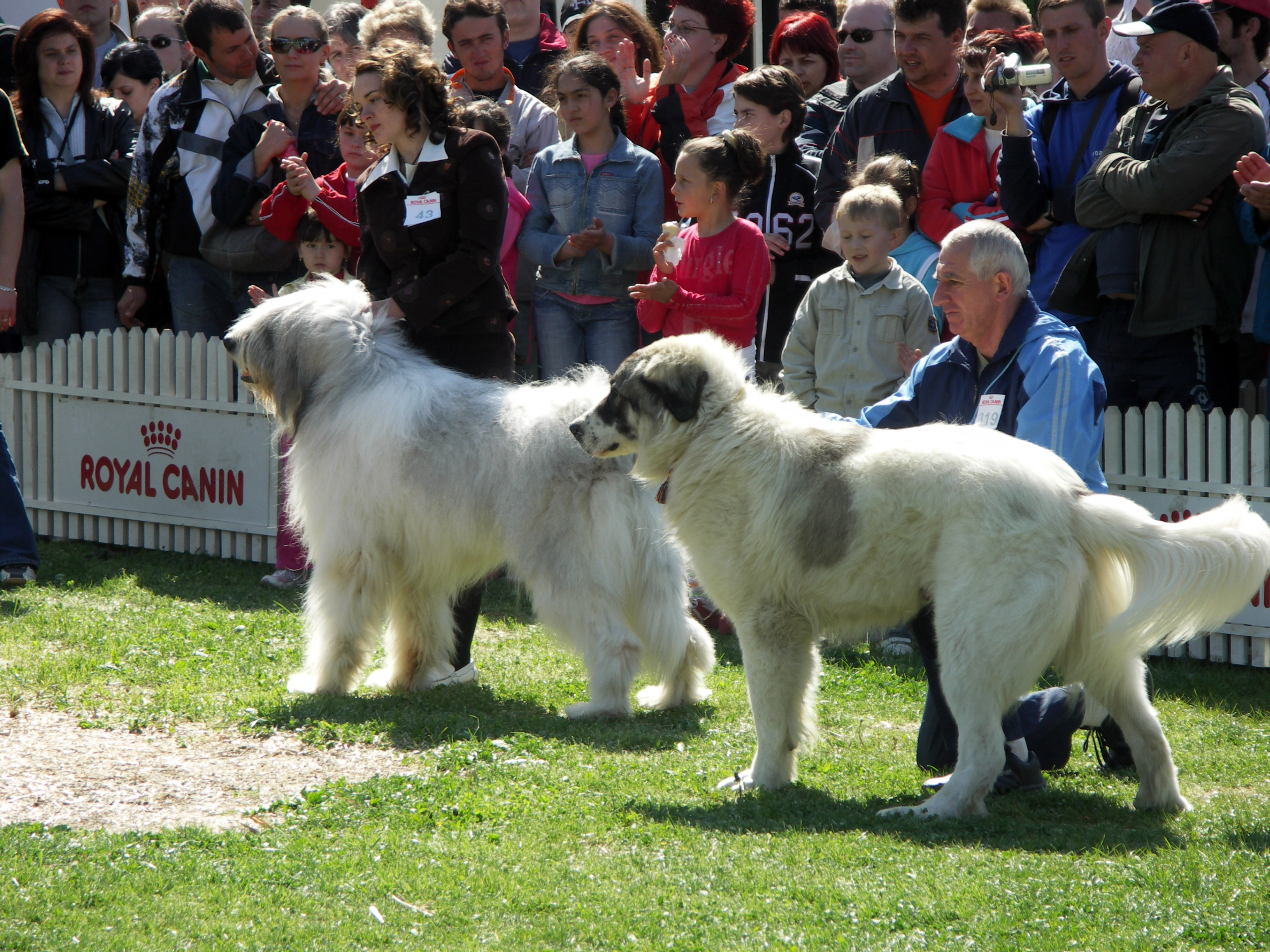
Berger roumain de Bucovine blanc et gris.

Le berger roumain de Bucovine est un chien de montagne de grande taille, de type molossoïde, d'aspect vigoureux sans être lourd. Les mâles sont plus hauts et forts que les femelles. Le corps s'inscrit quasiment dans un carré. Attachée haut, la queue atteint au dépasse légèrement le jarret. Au repos, elle est portée pendante ; en éveil, la queue est portée relevée et un peu recourbée. Les allures sont harmonieuses, souples et bien coordonnée. L'allure préférée est le trot, et le galop est soutenu et équilibré.
La tête est puissante et massive. Les profils supérieurs du crâne et du museau sont à peu près parallèles. La protubérance occipitale est bien marquée. Le stop n'est pas trop marqué. Le museau est un peu plus court que le crâne : il s'amenuise vers la truffe sans être pointu. Les yeux de grandeur moyenne sont disposés en oblique, de couleur noisette, brun foncé ou légèrement plus clairs. Attachées relativement haut, les oreilles sont en forme de V avec l’extrémité légèrement arrondie. De longueur allant de dix à quinze centimètres, elles tombent bien accolées aux joues.
Le poil est de texture rêche, droit et long de dix centimètres au minimum. Le sous-poil est dense et souple, de couleur claire. La robe peut être bicolore ou unie. Pour les robes à panachures blanches, le fond est blanc avec des taches bien définies de couleur noire ou grise. Les robes unies sont entièrement blanches ou grise.

## Caractère

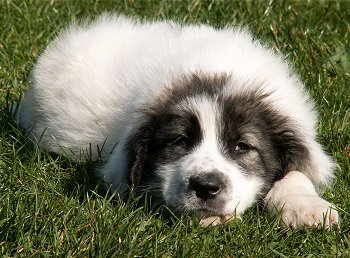
Jeune chiot blanc et gris.

Le berger roumain de Bucovine est décrit dans le standard de la FCI comme un chien équilibré, calme, courageux. Méfiant avec les étrangers, il apprécie cependant les enfants.

## Utilité
Le berger roumain de Bucovine est traditionnellement utilisé comme chien de berger pour la protection des troupeaux, combattant les grands prédateurs européens : ours, loup, lynx.